# Jack McKinney
John Paul McKinney, detto Jack (Chester, 13 luglio 1935 – 25 settembre 2018), è stato un cestista e allenatore di pallacanestro statunitense, professionista nella NBA.

## Palmarès
- NBA Coach of the Year (1981)